# Steindammer Kirche
Koordinaten: 54° 43′ 10,74″ N, 20° 29′ 59,89″ O

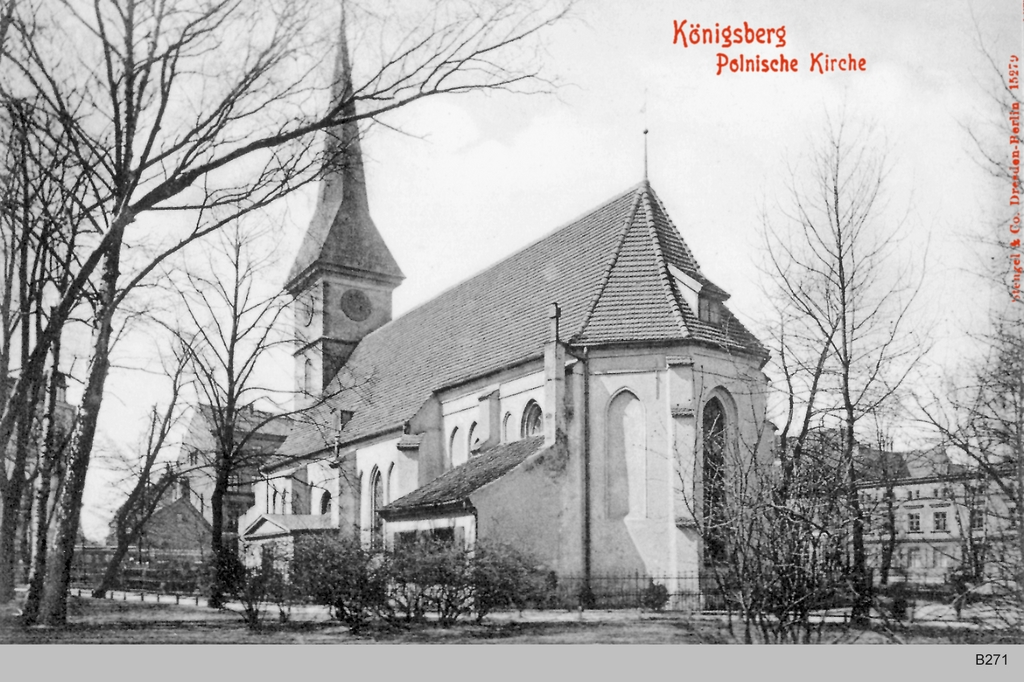
Steindammer Kirche vom Kirchplatz

Die Steindammer Pfarrkirche St. Nikolaus – auch Polnische Kirche – war eine Saalkirche in Königsberg (Preußen).

## Baubeschreibung
Die Kirche war ein gewölbter Saalbau mit Polygonalchor, Westturm und Strebepfeilern aus Backstein im aufstrebenden Mauerwerk und gotischen Verband. Die Kirche war 39,2 m lang. Der in drei Jochen gewölbte Chor hatte eine Länge von 13,5 m mit einer Breite von 9,1 m und stützte sich auf drei Wandpfeiler. An den Konsolen des Chores befanden sich Fischblasenmuster. Die Jochlänge war verschieden, sie betrug bei den östlichen 6,16 m, bei den mittleren 7,24 m und bei dem westlichen 6,30 m. Nicht alle Joche hatten die gleiche Felderanzahl, das westliche Joch besaß eine Zwölffelderteilung und das mittlere sandte sechzehn Rippen aus. An den Längsseiten befanden sich spitzbogige Fenster, von Blenden flankiert. Im Süden und Westen befanden sich Portale. Über dem Südeingang befand sich ein großes Radfenster. Ihr Fußboden lag vier Stufen (0,7 m) tiefer als das im Laufe der Jahrhunderte immer mehr erhöhte Straßenpflaster der Stadt.

Grundriss

Die Gewölbekonstruktion bestand aus einem spätgotischen sechszackigen Sterngewölbe des 14. Jahrhunderts.
Offenbar befand sich bis 1752 unter der Kirche ein zumindest bis 1912 zugängliches Grabgewölbe. Im zerstörten Steindammer Kirchenarchiv befanden sich jedoch Hinweise und ein Plan, in welchem die Erbbegräbnisse des 17. Jahrhunderts eingetragen waren und dazu ein Vermerk, wonach die Grabgewölbe ...erst bei der letzten Renovierung verschüttet worden sind, womit die Arbeiten von 1752 gemeint waren.
Der schmale und gliederungslose Westturm stand mit den Strebepfeilern in Flucht der Westwand. Er hatte eine Länge von 4,2 m und eine Breite von 5,4 m. Seine charakteristische Dachform, gab der Kirche auch den Namen: Hufnagelkirche.

## Ausstattung
In der Kirche befand sich ein spätgotischer Taufstein und als Hochaltar ein Triptychon mit der Darstellung des Jüngsten Gerichtes, der Auferstehung und der ewigen Verdammnis von Anton Möller aus der Zeit vor 1587, auf der Rückseite befand sich eine Kreuzigungsszene. 1608 war unter einem Gemälde Petri Fischzug ein Spruch aufgemalt:
Petrus wirft sich ins Wasser frei,

Viel Fisch der Herr ihm gab hernach,

Andreas war auch auf der Fischerei,

Petrus und Andreas folgten dem Herren nach.

Anno 1608
1912 trug die Kirche eine Bemalung des 19. Jahrhunderts. Die Wände des Langhauses waren grünlichgelb abgetönt, während die Gewölbekappen mit einem rötlichbraunen Weiß überzogen waren. Die Wände des Chores zeigten eine dem natürlichen Quadermauerwerk folgende Bemalung, weiße Fugen auf grauem Grund. Die Kappenflächen der Gewölbe waren mit derselben Farbe bestrichen wie diejenigen des Langhauses.
Die Rokokokanzel war von 1760, geschmückt mit vier Evangelisten, dem Apostel Paulus und Martin Luther, darunter stand:
Niemand war an gigantischem Geist zu vergleichen mit Luther,

und ich glaube sogar, 's wird auch fürder nicht sein.
Das Pfarrgestühl trug die Inschrift:
O Herr Gott,

Gieb uns Predigern auch einen Eifer

recht

Daß wir als Deine getreue Knecht

Hassen die Lügner, so Deine Lehr

Verfälschen und lästern Deine Ehr.
Weiter befanden sich Grabinschriften an den Innenwänden für Johann Taubmann, erster evangelischer Buchdrucker zu Königsberg, Johann Püls, Caspar Marquardt und den Österreicher Georg Wallow von Ritthingen († 12. Februar 1582).
David Trampp errichtete 1672 eine Orgel mit zwei Manualen und 24 Registern. Dieses Instrument wurde 1906 abgebrochen und durch einen Neubau von Bruno Goebel mit zwei Manualen und 22 Registern ersetzt.
Rudolf und Otto Linnemann aus Frankfurt schufen vor dem Ersten Weltkrieg 3 Glasfenster mit den Darstellungen: Taufe, Kreuzigung und Auferstehung sowie 7 Fenster mit ornamentalem Schmuck.

## Baugeschichte
Die vor der Altstadt Königsbergs liegende Steindammer Kirche war die älteste der Königsberger Kirchen, ursprünglich aus Holz und Taufkirche für die bekehrten Prußen und zugleich älteste Gemeindekirche, und stand am Ort der vor der Deutschordensburg angelegten ersten Siedlung des 13. Jahrhunderts. Die mittelalterlichen Bauteile sind in den Instandsetzungsarbeiten von 1611 bis 1630 spurlos aufgegangen. 1256 wird sie erstmals datiert und 1258 erstmals indirekt urkundlich durch die Nennung eines Pfarrers erwähnt. Die erste urkundliche Direkterwähnung stammt aus 1493. 1559 stürzte der Turmdachstuhl ein. Die umfangreichsten Baumaßnahmen geschahen in der Zeit zwischen 1611 und 1630. 1624 war die Kirche einsturzgefährdet, weil die Gewölbelast einen Pfeiler hinter dem Altar verschoben hatte. Der Pfeiler wurde darauf mit Eisenankern gesichert, welche noch 1912 sichtbar waren. 1681 wurde erstmals die sogenannte Drässkammer erwähnt, welche vorher als kleiner Kapellenanbau, bzw. als Sakristei genutzt wurde. 1710 erhielt sie den Turm mit der charakteristischen „Nagelspitze“. Die Kirche wurde 1752 vollständig erneuert. 1841 und 1882 wurden umfangreiche Baureparaturen durchgeführt. Die Steindammer Kirche ist im Zweiten Weltkrieg bei der Schlacht um Königsberg zerstört worden:
- Einbruch des Kirchendaches durch Bodenerschütterung und Luftstöße infolge der Luftangriffe vom Ende August 1944
- Brand des Kirchenraums durch Artilleriebeschuss während des Kampfes April 1945

Turm und ein Teil des Kirchenschiffs überstanden die Bombardierungen (Luftfotos zeigen keine Schäden nach dem ersten Angriff; auf Fotos, die nach dem zweiten Angriff aufgenommen wurden, scheint die Kirche ebenfalls wenig beschädigt, obwohl das Gebäude der Dresdner Bank wenige Meter südlich der Kirche komplett ausbrannte). Bereits während der Kämpfe in Königsberg/Pr. entstand der Dokumentarfilm Sturm auf Königsberg, bei den dort enthaltenen Filmaufnahmen war von ihr fast nichts mehr zu sehen, denn das Gewölbe der Kirche war durch die SS mit Sprengfallen gesichert. Drei eindringende Sowjetsoldaten hatten diese ausgelöst und sich und den Eingang dabei verschüttet. Nach 1945 erfolgte die endgültige Abtragung des Kirchturms zwecks Verbreiterung der Fahrbahn einer der heutigen Hauptstraßen Kaliningrads, dem Lenin-Prospekt. Schließlich wurde die restliche Kirchenruine in den fünfziger Jahren endgültig beseitigt. Allein ihre Glocke von 1714 hat auf dem Hamburger Glockenfriedhof überlebt. Sie trägt die Inschrift (aus dem Lateinischen):
Ich bestimme die Stunden bei Nacht und bei Tage.

Ich beweine die Trauerfälle, zum Feuer und zum höchsten Gottesdienst rufe ich.
Die Glocke hängt heute im Verdener Dom.

## Parochialgeschichte
Auch nach der Neuordnung der Reformation um 1526 diente die Kirche inmitten der protestantischen Pfarrkirchen dem Gottesdienst für die um ihres evangelischen Glaubens willen Vertriebenen, nach Preußen eingewanderten Nichtdeutschen, in der Mehrzahl Litauer und Polen. Aus einer Urkunde vom 14. August 1510 geht hervor, dass neben dem Altar für den Hauptpatron St. Nikolai noch zwei weitere Nebenaltäre vorhanden waren, welche dem Preußenapostel Adalbert und der Heiligen Gertrud gewidmet waren. Erster polnischer Prediger wurde 1529 Johannes Wnorowius. Es wurde auch in Litauisch gepredigt. Von 1587 bis 1602 wirkte Johannes Bretke, Sohn eines Prußen aus dem Stamm der Natanger, als litauischer Pfarrer an der Steindammer Kirche. Er schrieb dort das erste litauische Gebetbuch und die Predigtensammlung „Postille“ (1591) und übersetzte das Neue Testament in die litauische Sprache. Polen und Litauer stritten sich ständig um die Nutzung der Kirche. 1634 wurde an der Kirche auf Befehl des Kurfürsten Georg Wilhelm (Brandenburg) eine polnische Kirchenschule eingerichtet. Als Ergebnis des Siebenjährigen Krieges wurde Königsberg durch die Russen okkupiert und die Kirche 1760 durch den Archimandriten Jefrem für den griechischen Gottesdienst (russisch-orthodox) umgeweiht. Während des missglückten napoleonischen Russlandfeldzuges wurden 1813 französische kranke Kriegsgefangene, „Marodeure und Verbrecher“ untergebracht und als die Kirche im Februar 1814 wieder für den orthodoxen Gottesdienst hergerichtet werden sollte, verzichteten die russischen Dienststellen darauf, da sie „die Luft für verpestet hielten“. 1874 wurden die polnischen Predigten eingestellt. Nur für die Masuren fand noch ein Gottesdienst in polnischer Sprache statt. Aber auch diese Gottesdienste hörten 1901 auf, da die Masuren sich alle sprachlich eingedeutscht hatten. Seitdem wurde in Königsberg nicht mehr polnisch gepredigt, aber die Kirche hieß weiterhin im Volksmund Die Polnische. Da sich auch die polnische Gemeinde auflöste, wurde für die Steindammer Kirche 1880 eine neue Gemeinde mit einem eigenen Parochialbezirk gebildet. Es wurden Teile der Bezirke Altstadt, Löbennicht, Tragheim und Neuroßgarten zu einer neuen Gemeinde zusammengepfarrt. Letzter Gemeindepfarrer war Pfarrer Martin Matz. Ein dazugehöriger Friedhof befand sich auf dem Veilchenberg.

## Bedeutung
Die Geschichte der Steindammer Kirche ist mit dem Schicksal der deutschen Stadt Königsberg von Beginn der Besiedlung ab 1202 bis zum Untergang 1945 untrennbar verbunden. Nach diesem Typus einer einschiffigen, sterngewölbten Hallenkirche wurden viele samländische Kirchen errichtet. Das gotische Wissen über die architektonische Gestaltungsmöglichkeit durch den inneren Strebpfeiler wurde durch die Deutschordensbaumeister ins Pruzzenland exportiert. Ähnliche Parallelen der spätgotischen Einflüsse der Königsberger Kirche finden sich in weiteren Baukonzepten
- Schloss Birgelau
- Schlosskapelle Schloss Fischhausen (siehe: Liste der Burgen im Deutschordensstaat)
- Pfarrkirche Powunden (heute russisch: Chrabrowo)
- Pfarrkirche Medenau (Dunajewka)
- Pfarrkirche Laptau (Muromskoje)

Mit dem Bau des Langhauses im 15. Jahrhundert geht die Spätgotik auch in Ostpreußen zu Ende.

## Persönlichkeiten
An dieser Kirche wirkte der Reformator Jan Seklucjan (Sieklucki) (* 1498; † 1578), welcher dort erstmals das Neue Testament ins Polnische übersetzte.
1630 stiftete der berühmte Apotheker und Reiseschriftsteller Reinhold Lubenau (* 1556; † 1631) den Chor. Der berühmte deutsche Königsberger Komponist Otto Nicolai (* 1810; † 1849), Schöpfer der Oper Die lustigen Weiber von Windsor und Begründer der Wiener Philharmoniker sowie der „Wiener Philharmonischen Konzerte“ (1841), wurde hier getauft.

## Siehe auch

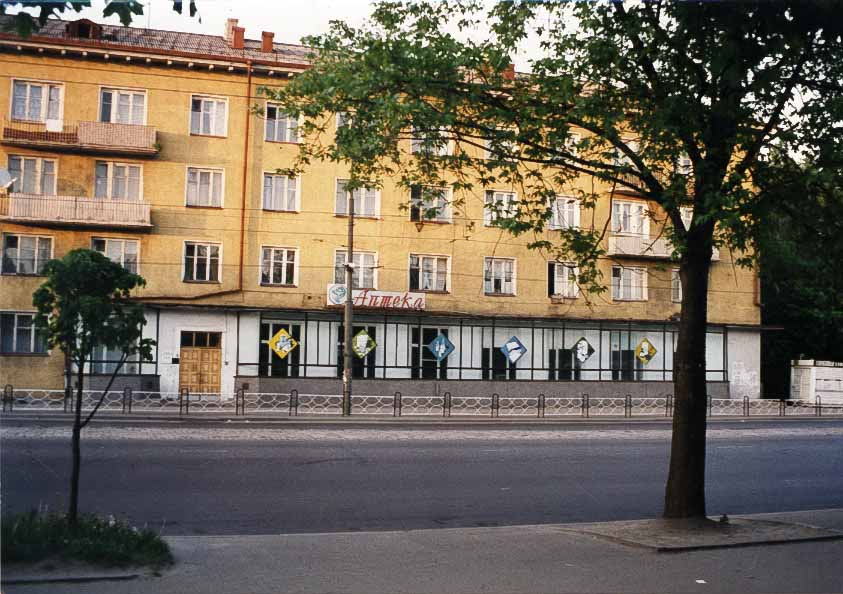
Standort der Steindammer Kirche Juli 1995